# Hockey Team Sardegna
L'Hockey Team Sardegna è una società italiana di hockey su prato con sede a Uras.
Disputa i suoi incontri al campo comunale di Uras. 
La squadra nasce nel 2021 dalla fusione di due società una più storia, l'HC Suelli, e una più giovane , l' HT Uras.

## Palmarès

### Maschile
- Coppa Italia: 1

2007-2008